# Varacosa apothetica
Espèce
Synonymes
- Lycosa apothetica Wallace, 1947

Varacosa apothetica est une espèce d'araignées aranéomorphes de la famille des Lycosidae.

## Distribution
Cette espèce est endémique des États-Unis. Elle se rencontre en Floride, en Géorgie et au Mississippi.

## Publication originale
- Wallace, 1947 : A new wolf spider from Florida, with notes on other species. Florida Entomologist, vol. 30, p. 33-42.